# Omurtag
Omurtag nebo Omortag, přezdívaný chán stvořitel, byl v letech 814/815 – 831 bulharský vládce.
Během celé své vlády musel čelit nájezdům Byzance, hlavně na východní hranici. Tato situace donutila Omurtaga podepsat s Byzantinci mírovou smlouvu.
Pozitivnější věcí však bylo rozšíření bulharského území – na severozápad až k městům Bělehrad a Braničevo a na východ, postupně, až k řece Dněpr.
Chán chtěl se sousedy žít v míru a vést války proti Franské říši a Kabarům. „Tyto války začaly ještě nepřátelé bulharského národa…“ píše se v historických pramenech. Jen války proti Byzantincům byly neúspěšné a výsledky se odrážely v diplomatickém kontaktu těchto dvou zemí.
Zmíněná mírová smlouva, která byla podepsána na dobu 30 let aspoň obměkčila napětí v oblastech u bulharských hranic. Byzantští vězni byli propuštěni na svobodu a Bulhaři za ně dostali jako výkupné část Byzantské říše a bulharská armáda se dokonce zavázala, že pomůže zabránit vzniku revoluce proti panovníkovi v Konstantinopolu.

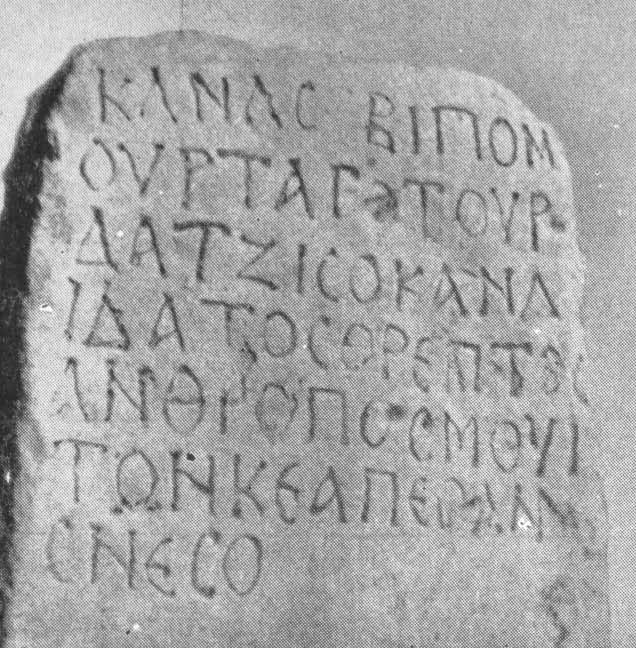
Kamenný nápis, který zmiňuje jméno Chán Juvigi Omurtag

Omurtag pomocí diplomatických schopností dokázal udržet mír s Maďary. Stále měl přehled o vnitřních záležitostech Bulharska a naproti tomu ještě stíhal rozšiřovat svou zem. Kdokoliv, kdo se proti němu pokusil zasáhnout a zničit jeho stát, byl krutě potrestán.
Aby mohl lépe spojit Bulhary a Slovany do jednoho státu, oženil se se Slovankou a dvěma synům dal slovanská jména – Enravota a Zvinica. Reformoval zákony, aby mohl mít větší moc jak doma, tak i v zahraničí.
Bojoval proti šiřitelům křesťanství, kteří přišli z Byzance, protože věřil, že budou rozšiřovat byzantský vliv v zemi.
V období rostoucí slávy, síly a míru začal chán stavět svůj palác. Jeho místo bylo ve městě Pliska, které bylo znova přejaté od Byzantinců. Bylo to honosné dílo a chán byl na něj patřičně hrdý. Dvůr paláce byl postaven na řece Tiča. Na čtyřech sloupech stáli dva lvi jako symbol bulharské síly. Nahoře na vstupní bráně bylo napsáno: „Něchť Bůh dovolí panovníkovi panovat tak dlouho, jak jen řeka Tiča bude téct… Jeho vláda spolu s bulharským národem vítězila nad jeho nepřáteli“.

## Správní reforma
V domácí politice Omurtag zdatně dokončil správní reformy zahájené chánem Krumem. Ty ukončily bulharsko-slovanskou dualitu státu a autonomii slovanských kmenů.
| Předchůdce: Krum | Znak z doby nástupu | Bulharský chán 814/815–831 | Znak z doby konce vlády | Nástupce: Malamir |